# متحف الصحة الألماني
يقع متحف الصحة الألماني (بالألمانية: Deutsches Hygiene-Museum) في درسدن ألمانيا. يعتبر المتحف اليوم «منتدى للعلم والثقافة والمجتمع». وهو مكان شعبي للأحداث والمعارض، ومن بين المتاحف الأكثر زيارة في درسدن، مع حوالي 280,000 زائر سنويًا.
تأسس المتحف في عام 1912 من قبل كارل أوغست لينغنر، وهو رجل أعمال في درسدن وصانع منتجات النظافة، كمكان عام دائم للرعاية الصحية، بعد أول معرض دولي للصحة في عام 1911.
انعقد المعرض الدولي الثاني للصحة العامة في عام 1930/3131، في مبنى مقام غرب حديقة غروير غارتن وفقًا للخطط التي وضعها فيلهلم كريس، والتي أصبحت المنزل الدائم للمتحف. يعتبر المتحف واحد من أكبر عوامل الجذب في المدينة، ولا يزال، نموذجًا شفافًا لنظافة الإنسان، والذي انتقلت فكرته إلى العديد من المتاحف التي أُنشأت لاحقًا.
خلال فترة ألمانيا النازية، وقع المتحف تحت تأثير النازيين، الذين استخدموه لإنتاج مواد دعائية لإيديولوجياتهم العنصرية وتعزيز تحسين النسل. انتقلت العديد من مكاتب الحكومة النازية إلى المتحف بين عامي 1933 و 1941، وانعقدت جبهة العمال الألمانية والمنافسة المهنية الوطنية هناك في عام 1944. دمرت أجزاء كبيرة من المبنى أثناء قصف درسدن في الحرب العالمية الثانية في عام 1945.
في عهد ألمانيا الشرقية، استأنف المتحف دوره كمحور للمعلومات الصحية العامة. وبعد إعادة توحيد ألمانيا تم إعادة النظر في المتحف وتحديثه، ابتداء من عام 1991. في عام 2001 أُدرج المتحف في الكتاب الأزرق للحكومة الألمانية، مع قائمة تضم حوالي 20 مما يسمى «المنارات الثقافية» - وهي المؤسسات الثقافية ذات الأهمية الوطنية في ألمانيا الشرقية السابقة - في جمعية تسمى بهذا الاسم. بين عامي 2001 و 2005 تم تجديد المتحف وإعادة بنائه جزئيًا تحت إشراف المهندس المعماري بيتر كولكا.

## المعارض، وغيرها من الأنشطة
تعتبر معارض «مغامرة الإنسان» من المميزات الدائمة للمتحف، التي تعكس الجنس البشري وجسم الإنسان والصحة في سياقاته الثقافية والاجتماعية، وكذكلك متحف حواس الأطفال.
يمتلك المتحف مجموعة واسعة من حوالي 45,000 قطعة توثق الترويج العام للوعي الجسدي والسلوك اليومي الصحي، ومعظمها يعود إلى أوائل القرن العشرين فصاعدًا.
توجد برامج منتظمة للمعارض المؤقتة بشأن القضايا الاجتماعية أو العلمية. وتشمل الأمثلة الحديثة «الطاقة الدينية»، و«الحرب والطب». وينظم المتحف أيضًا فعاليات علمية وثقافية، بما في ذلك المحادثات والاجتماعات والمناقشات والقراءات والحفلات الموسيقية.

## روابط خارجية
- الصفحة الرسمية[وصلة مكسورة]
- تايم مجلة 2 يونيو 1930.